# Adabas (Hama)
Pour l’article homonyme, voir Adabas.
 (septembre 2020).
Adabas (en arabe : عدبس) est un village syrien situé dans le sous-district de Hama, dans le district de Hama, dans le gouvernorat de Hama. Selon le Bureau central des statistiques syrien (CBS), Adabas comptait 933 habitants lors du recensement de 2004. 